# S de l'Orada
S de l'Orada (S Dor / HD 35343 / CD-69 295) és un estel variable en la constel·lació austral de l'Orada, prototip d'una classe de variables que porten el seu nom, variables S Doradus o variables blaves lluminoses. No pertany a la nostra galàxia, la Via Làctia, sinó al cúmul obert NGC 1910 en el Gran Núvol de Magalhães i es troba a uns 180.000 anys llum de distància del sistema solar.
Amb una magnitud absoluta que pot arribar a -10 i una lluminositat de més d'1 milió de sols, S de l'Orada és un estel hipergegant i un dels més lluminosos que es coneixen. No obstant això, la gran distància que ens separa d'ella fa que sigui invisible a ull nu. La seva magnitud aparent varia entre +8,6 i +11,7, amb variacions de lluentor lentes i de llarga durada, esquitxades per esclats ocasionals. La seva temperatura superficial és menor que la d'altres variables blaves lluminoses, però el seu diàmetre és major.
El seu espectre és similar al de l'estrella P del Cigne, variable del mateix tipus. Aquests estels són molt massius, almenys 60 vegades més que el Sol, i la seva vida no pot excedir d'uns pocs milions d'anys. Estudis de l'any 1999 mostren que ara l'espectre de S de l'Orada és similar al d'un estel supergegant de tipus espectral F, cosa que no s'havia observat en els 50 anys anteriors, encara que en nombroses ocasions l'estel va tenir la mateixa lluentor. Es desconeix la causa d'aquest canvi.